# Progenitore dei lampi gamma

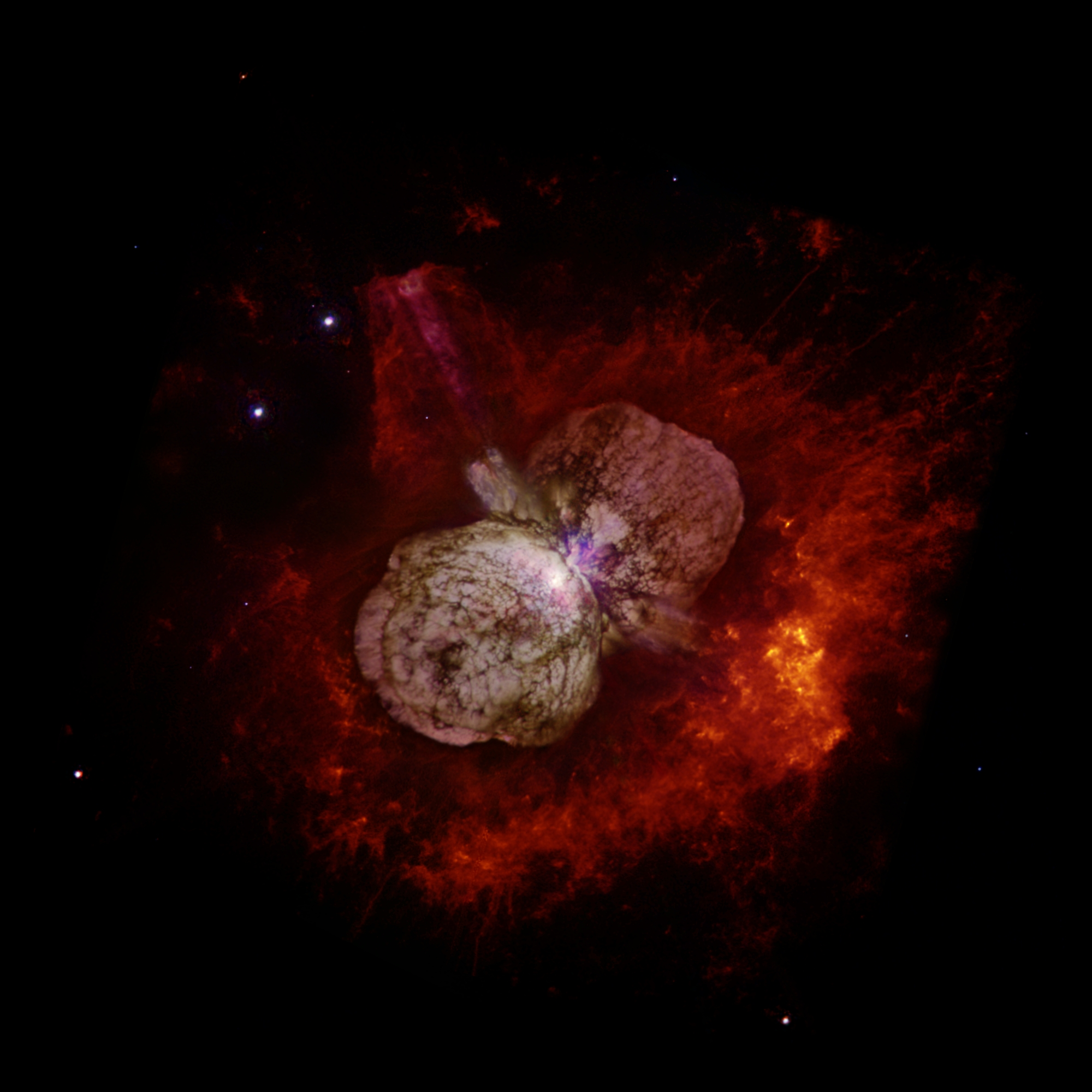
Eta Carinae, nella costellazione della Carena, uno dei candidati più vicini per una ipernova

I progenitori dei lampi gamma sono una tipologia di oggetti celesti in grado di emettere lampi gamma (GRB). I lampi gamma mostrano un notevole grado di diversità, e possono durare da una frazione di secondo a molti minuti, possono avere un singolo profilo oppure oscillare caoticamente di intensità da più intenso a meno intenso, e i loro spettri sono ampiamente variabili a differenza di altri oggetti cosmici.
La quasi totale mancanza di vincoli osservativi ha portato a una profusione di teorie, tra cui l'evaporazione di buchi neri, brillamenti magnetici su nane bianche, accrescimento di materia su stelle di neutroni, accrescimento di antimateria, supernove, ipernove e rapida estrazione di energia di rotazione da buchi neri supermassicci.
Esistono almeno due diversi tipi di progenitori (sorgenti) di GRB: uno responsabile dei lampi di lunga durata a spettro soft, e uno (o forse più) responsabile di lampi di breve durata (o lampi corti) a spettro hard. Si ritiene che i progenitori dei GRB lunghi siano stelle massicce a bassa metallicità che esplodono a causa del collasso dei loro nuclei. Si ipotizza che i progenitori di GRB brevi (o corti) derivino dalla fusione di componenti di sistemi binari compatti tipo stelle di neutroni, come confermato dall'osservazione di GW170817, una fusione fra una stella di neutroni e una kilonova.

## Lampi gamma lunghi: stelle massicce

### Modello Collapsar

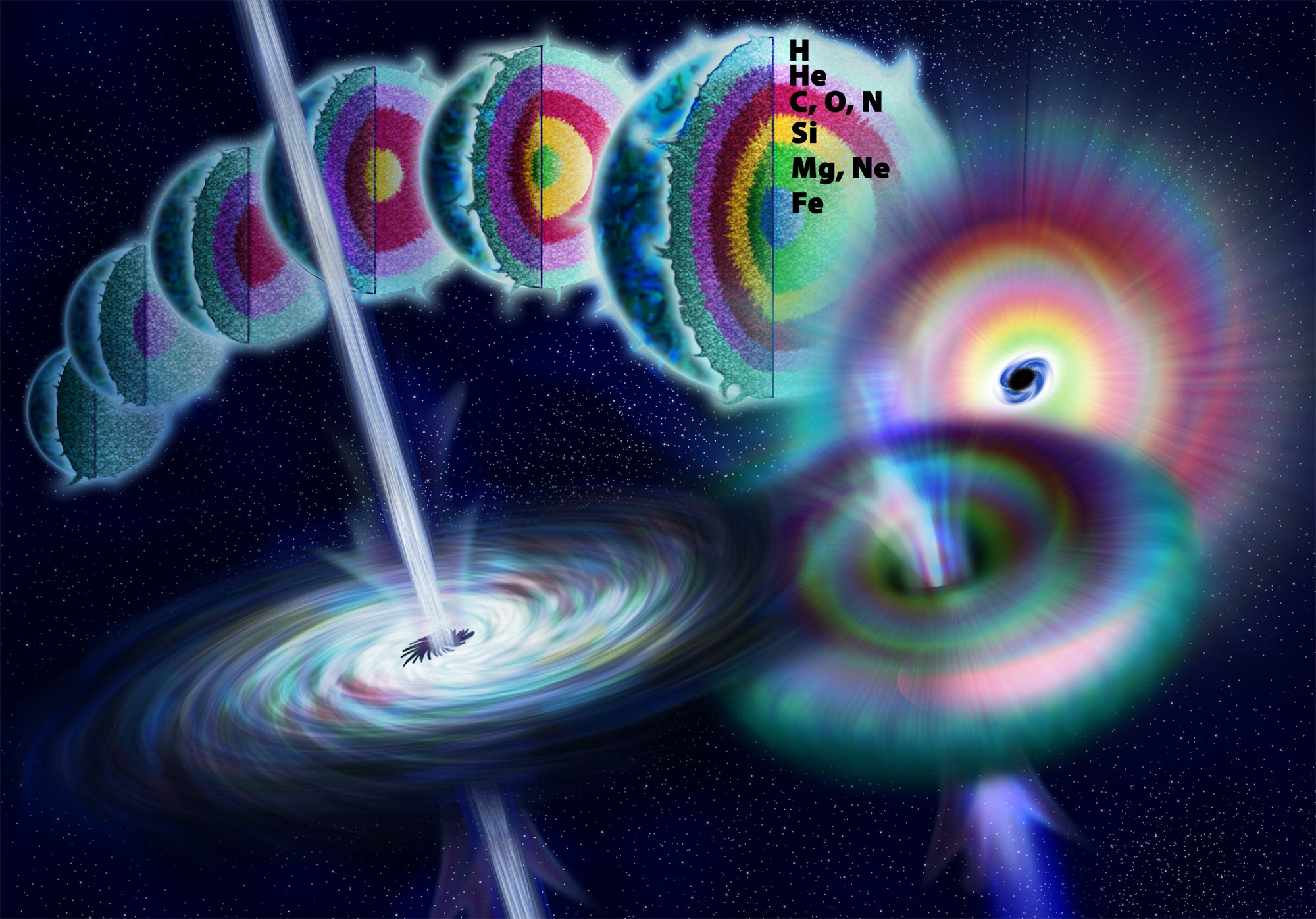
Rappresentazione del collasso di una stella massiccia in un buco nero. La stella rilascia energia nella forma di getti lungo l'asse di rotazione, generando un lampo gamma. Fonte: Nicolle Rager Fuller/NSF

A partire dal 2007, esiste un consenso pressoché unanime nella comunità astrofisica in base al quale i lampi gamma di lunga durata sono associati alla morte di stelle massicce in un tipo specifico di evento simile a una supernova comunemente chiamato collapsar o ipernova. Le stelle molto grandi sono in grado di fondere il materiale presente nei loro nuclei fino al Ferro, a quel punto la stella non può continuare a generare energia per fusione e collassa, in questo caso, formando immediatamente un buco nero.
Il materiale stellare intorno al nucleo precipita verso il centro e (per le stelle che ruotano rapidamente) turbina in un disco di accrescimento ad alta densità. La caduta di questo materiale nel buco nero espelle una coppia di getti lungo l'asse rotazionale, dove la densità della materia è molto più bassa rispetto al disco di accrescimento, verso i poli della stella a velocità che si avvicina alla velocità della luce, creando un'onda d'urto relativistica nella parte frontale. Se la stella non è circondata da un denso e diffuso involucro di idrogeno, il materiale dei getti può aprirsi la via fino alla superficie stellare. L'impulso principale in concreto accelera quando la densità della materia stellare che attraversa diminuisce, e quando raggiunge la superficie della stella può viaggiare con un fattore di Lorentz di 100 o superiore (ovvero una velocità di 0,9999 volte la velocità della luce). Una volta raggiunta la superficie, l'onda d'urto esplode nello spazio, con gran parte della sua energia rilasciata sotto forma di raggi gamma.
In base a questa teoria, sono necessarie tre condizioni molto speciali affinché una stella giunga ad emettere lampi gamma:
1) deve essere molto massiccia (probabilmente almeno 40 masse solari durante la sua sequenza principale) in grado di formare innanzitutto un buco nero centrale;
2) deve ruotare rapidamente su se stessa per sviluppare un toro di accrescimento in grado di lanciare getti;
3) infine deve avere una bassa metallicità per poter rimuovere il suo involucro di idrogeno in modo che i getti possano raggiungere la superficie.
Di conseguenza, i lampi gamma sono molto più rari delle normali supernove a collasso del nucleo, che richiedono solo che la stella sia abbastanza massiccia da fondere fino al ferro.

### Evidenze per la teoria collapsar
Questo consenso si basa in gran parte su due linee di evidenza. Innanzitutto, i lampi gamma lunghi si trovano senza eccezioni nei sistemi con abbondante formazione recente di stelle, come nelle galassie irregolari e nei bracci delle galassie a spirale. Questa è una prova evidente di un legame con le stelle massicce, che si evolvono e muoiono nel giro di poche centinaia di milioni di anni e non si trovano mai in regioni in cui la formazione stellare è cessata da tempo. Ciò non dimostra necessariamente il modello collapsar (anche altri modelli prevedono un'associazione con la formazione stellare) ma ne fornisce un supporto significativo.
In secondo luogo, ora ci sono diversi casi osservati in cui una supernova ha immediatamente seguito un lampo gamma. Sebbene la maggior parte dei lampi gamma si verifichino troppo lontano affinché gli strumenti attuali abbiano qualche possibilità di rilevare l'emissione relativamente debole da una supernova a quella distanza, per i sistemi con redshift inferiore ci sono diversi casi ben documentati in cui un lampo gamma è stato seguito entro pochi giorni dalla comparsa di una supernova. Queste supernove sono di tipo Ib/c, una rara classe di supernova causata dal collasso del nucleo. Le supernove di tipo Ib e Ic mancano di linee di assorbimento dell'idrogeno, coerenti con la previsione teorica di stelle che hanno perso il loro involucro di idrogeno. I lampi gamma con le firme di supernove più evidenti includono GRB 060218 (SN 2006aj), GRB 030329 (SN 2003dh), GRB 980425 (SN 1998bw), e una manciata di lampi più distanti che mostrano "dossi di supernova" negli ultimi istanti delle loro curve di luce.
Recentemente sono emerse possibili sfide a questa teoria, con la scoperta di due lampi gamma vicini che mancavano della firma di un qualsiasi tipo di supernova nei loro pressi: sia GRB 060614 che GRB 060505 sfidavano le previsioni teoriche che attendevano la comparsa di una supernova, nonostante un'intensa ricerca effettuata da telescopi terrestri. Entrambi gli eventi erano, tuttavia, associati a popolazioni stellari attivamente formanti stelle.
Una possibile spiegazione è che durante il collasso del nucleo di una stella molto massiccia può formarsi un buco nero, che quindi "ingoia" l'intera stella prima che l'esplosione della supernova possa raggiungere la superficie.

## Lampi gamma corti: sistemi binari degeneri
I lampi gamma brevi (corti) sembrano essere un'eccezione. Fino al 2007, solo una manciata di questi eventi è stata localizzata in una zona galattica definita. Tuttavia, le zone che sono state individuate sembrano mostrare differenze significative rispetto a quelle che ospitano i lampi lunghi. Mentre almeno un lampo breve è stato trovato nella regione centrale di una galassia formante stelle, molti altri sono stati associati alle regioni esterne e persino all'alone esterno di grandi galassie ellittiche in cui la formazione stellare è quasi cessata. Tutti i punti di origine identificati finora avevano anche un redshift basso. Inoltre, nonostante le distanze relativamente vicine e lo studio follow-up dettagliato per questi eventi, nessuna supernova è stata associata ad alcun lampo gamma breve.

### Fusione di stelle di neutroni e stelle di neutroni/buco nero
Mentre la comunità astrofisica deve ancora mettersi d'accordo su un unico modello universalmente favorito per i progenitori di GRB brevi, il modello generalmente preferito è la fusione di due oggetti compatti come risultato del decadimento gravitazionale: due stelle di neutroni, o una stella di neutroni e un buco nero. Sebbene si ritenga che siano rari nell'Universo, nella nostra Galassia sono noti un numero limitato di casi di sistemi binari composti da stelle di neutroni vicine, e si ritiene che esistano anche sistemi binari formati da una stella di neutroni e un buco nero. Secondo la teoria della relatività generale di Einstein, i sistemi di questa natura perderanno lentamente energia a causa delle onde gravitazionali e i due oggetti degeneri si avvicineranno sempre di più, fino a quando negli ultimi istanti le forze di marea smembreranno la stella (o le stelle) di neutroni e un'immensa quantità di energia verrà liberata prima che la materia si tuffi per formare un unico buco nero. Si suppone che l'intero processo avvenga in modo estremamente rapido e si concluda completamente in pochi secondi, tenendo conto della breve natura di questi fenomeni. A differenza dei lampi gamma di lunga durata, non esiste una stella convenzionale che deve esplodere e quindi nessuna supernova.
Questo modello è stato finora ben supportato dalla distribuzione di galassie ospitanti lampi gamma brevi, che sono state osservate in vecchie galassie senza formazione di stelle (ad esempio, GRB 050509B, il primo lampo gamma breve associato ad una probabile sorgente), nonché nelle galassie con formazione stellare ancora presente (come GRB 050709, il secondo), poiché anche le galassie dall'aspetto più giovane possono avere popolazioni significative di stelle anziane. Tuttavia, il quadro si è alquanto offuscato a causa dell'individuazione di lampi di raggi X che hanno fatto seguito a GRB corti e durati parecchio tempo (fino a molti giorni), ossia molto tempo dopo che la fusione degli astri avrebbe dovuto essere completata, e l'incapacità di trovare sorgenti di qualunque tipo per alcuni lampi brevi.

### Brillamenti giganti di magnetar
Un ultimo possibile modello che può descrivere un piccolo sottoinsieme di GRB corti sono i cosiddetti brillamenti giganti di magnetar (chiamati anche megaflares o hyperflares). I primi satelliti per l'individuazione delle radiazioni ad alta energia hanno scoperto una piccola popolazione di oggetti nel piano galattico che spesso produceva ripetute esplosioni di raggi gamma soft e raggi X hard. Poiché queste sorgenti emettono ripetutamente e poiché le esplosioni hanno spettri ad alta energia molto soft (generalmente termici), si è presto concluso che si tratta di una classe di oggetti separata dai normali lampi gamma ed esclusi dai successivi studi sui GRB. Tuttavia, in rare occasioni, questi oggetti, ora ritenuti stelle di neutroni estremamente magnetizzate e talvolta chiamate magnetar, sono in grado di produrre esplosioni estremamente luminose. Il più potente evento finora osservato, il bagliore gigante del 27 dicembre 2004, ebbe origine dalla magnetar SGR 1806-20 ed era abbastanza luminoso da saturare i rilevatori di tutti i satelliti per raggi gamma in orbita e interrompere significativamente la ionosfera terrestre. Sebbene sia significativamente meno luminoso dei "normali" lampi di raggi gamma (brevi o lunghi), un tale evento sarebbe rilevabile dagli attuali satelliti spaziali, dalle galassie lontane fino all'Ammasso della Vergine e, a questa distanza, sarebbe difficile distinguerlo da altri tipi di lampi gamma corti sulla base della sola curva di luce. Ad oggi, tre lampi di raggi gamma sono stati associati ad emissioni di SGR in galassie al di fuori della Via Lattea: GRB 790503b nella Grande Nube di Magellano, GRB 051103  proveniente da M81 e GRB 070201 dalla Galassia di Andromeda.

## Diversità all'origine dei lampi gamma lunghi
Le osservazioni HETE II e Swift rivelano che i lampi gamma lunghi giungono con e senza supernove concomitanti, e con e senza pronunciati bagliori di raggi X. Ciò fornisce un indizio su una diversità nell'origine dei lampi gamma lunghi, possibili all'interno e all'esterno delle regioni di formazione stellare, con un motore interno altrimenti comune. La scala temporale di decine di secondi dei lampi gamma lunghi sembra essere intrinseca al loro motore interno, ad esempio associato a un processo viscoso o dissipativo.
Le più potenti sorgenti transienti di massa stellare sono i suddetti progenitori (collassi e fusioni di oggetti compatti), che producono tutti buchi neri rotanti circondati da detriti sotto forma di un disco di accrescimento o di un toro. Un buco nero rotante trasporta energia di spin nel momento angolare come una trottola:
{\displaystyle E_{spin}={\frac {1}{2}}I\Omega _{H}^{2}}
dove {\displaystyle I=4M^{3}(\cos(\lambda /2)/\cos(\lambda /4))^{2}} e {\displaystyle \Omega _{H}=(1/2M)\tan(\lambda /2)} denotano il momento d'inerzia e la velocità angolare del buco nero nell'espressione trigonometrica {\displaystyle \sin \lambda =a/M} per il momento angolare specifico {\displaystyle a} di un buco nero di Kerr di massa {\displaystyle M}.
A parte trascurabili differenze, si è scoperto che l'energia di spin di un buco nero di Kerr può raggiungere una frazione sostanziale (29%) della sua energia di massa totale {\displaystyle M}, permettendo così di alimentare le più straordinarie sorgenti transienti dello spazio. Di particolare interesse sono i meccanismi per la produzione di radiazioni non termiche da parte del campo gravitazionale dei buchi neri rotanti, nel processo di rallentamento della rotazione (spin-down) che contrasta elementi dell'ambiente circostante, negli scenari di cui sopra.
Secondo il principio di Mach, lo spazio-tempo è trascinato insieme alla massa-energia, con le stelle lontane su scale cosmologiche o con un buco nero nelle immediate vicinanze. Pertanto, la materia tende a ruotare attorno ai buchi neri rotanti, per lo stesso motivo per cui le pulsar rallentano la rotazione disperdendo il momento angolare in radiazione verso l'infinito. Una grande quantità di energia di spin di buchi neri a rotazione rapida può essere rilasciata, tramite vari meccanismi, in poche decine di secondi nel processo di diminuzione della rotazione (spin-down) viscoso quando contrasta un disco interno o un toro, che rappresenta i detriti residui della fusione di due stelle di neutroni, o lo smembramento di una stella di neutroni attorno a un buco nero compagno o formatosi nel collasso del nucleo di una stella massiccia.

La turbolenza forzata nel disco interno stimola la creazione di campi magnetici e multipoli di momenti di massa, aprendo così canali di radiazione in forma di onde radio, neutrini e, soprattutto, in onde gravitazionali con caratteristiche distintive mostrate nel diagramma e la produzione di quantità astronomiche di Entropia di Bekenstein-Hawking. 

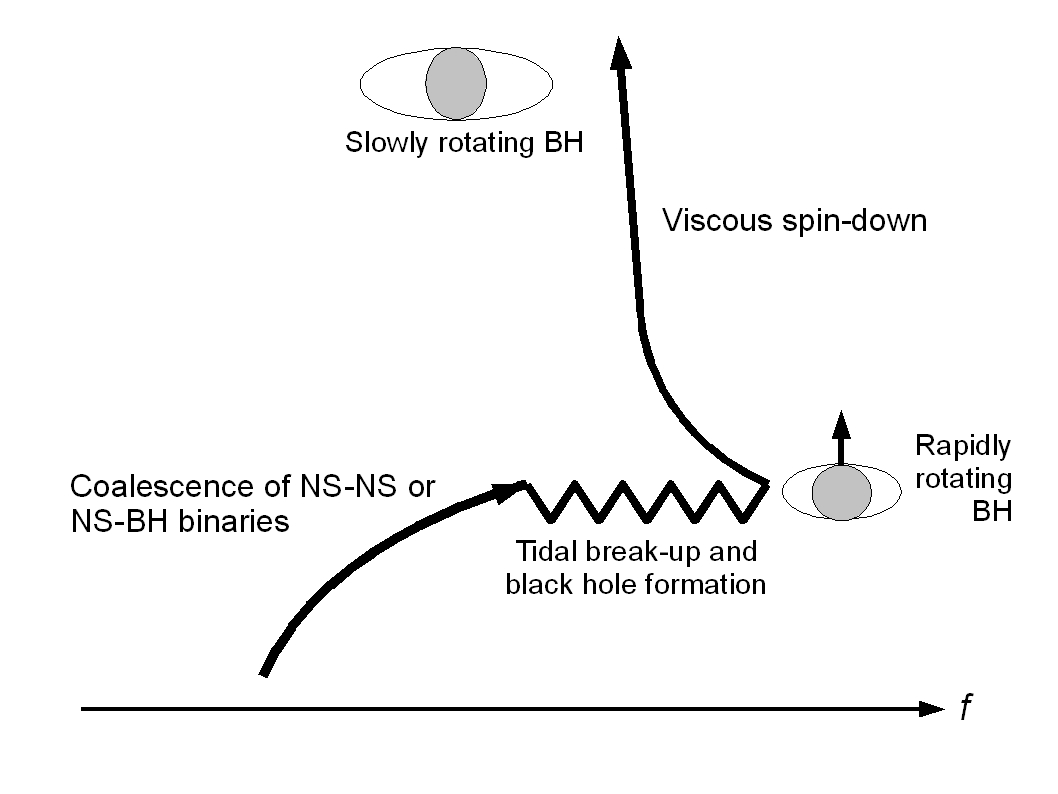
Diagramma di van Putten (2009) che mostra la radiazione gravitazionale prodotta nella coalescenza binaria di stelle di neutroni con un'altra stella di neutroni o buco nero e, dopo la coalescenza o in seguito al collasso del nucleo di una stella massiccia, la radiazione prevista dalla materia turbolenta ad alta densità intorno buchi neri di Kerr di massa stellare. Mentre l'ISCO (ellisse) si distende attorno a un buco nero che ruota lentamente, quasi Schwarzschild, la frequenza tardiva della radiazione gravitazionale fornisce una metrologia accurata della massa del buco nero.

La trasparenza della materia rispetto alle onde gravitazionali offre una nuova possibilità d'indagine per i meccanismi più interni delle supernove e dei lampi gamma. Gli osservatori di onde gravitazionali LIGO e Virgo sono progettati per sondare i fenomeni transienti di massa stellare in un intervallo di frequenza da decine a circa millecinquecento Hz. Le summenzionate emissioni delle onde gravitazionali ben rientrano nella larghezza di banda della sensibilità LIGO-Virgo; per i lampi lunghi alimentati da "motori interni nudi" prodotti nella fusione binaria di una stella di neutroni con un'altra stella di neutroni o buco nero compagni, i suddetti venti del disco magnetico si dissipano in lampi radio di lunga durata, che possono essere osservati dall'innovativo Low Frequency Array (LOFAR).